# 弗倫奇曼 (內華達州)
弗倫奇曼（英語：Frenchman）是位於美國內華達州邱吉爾縣的鬼鎮。

## 地理
弗倫奇曼所處的海拔為高於海平面1267米（即4157英呎），而該地所採用的時區為UTC-8，即太平洋时区（PST）。同時該地設有夏令時間，為UTC-8調快一小時，即UTC-7（PDT）。